# Seebach (Thur)
Der Seebach ist ein rund 8 Kilometer langer rechter Zufluss der Thur im Schweizer Kanton Thurgau.

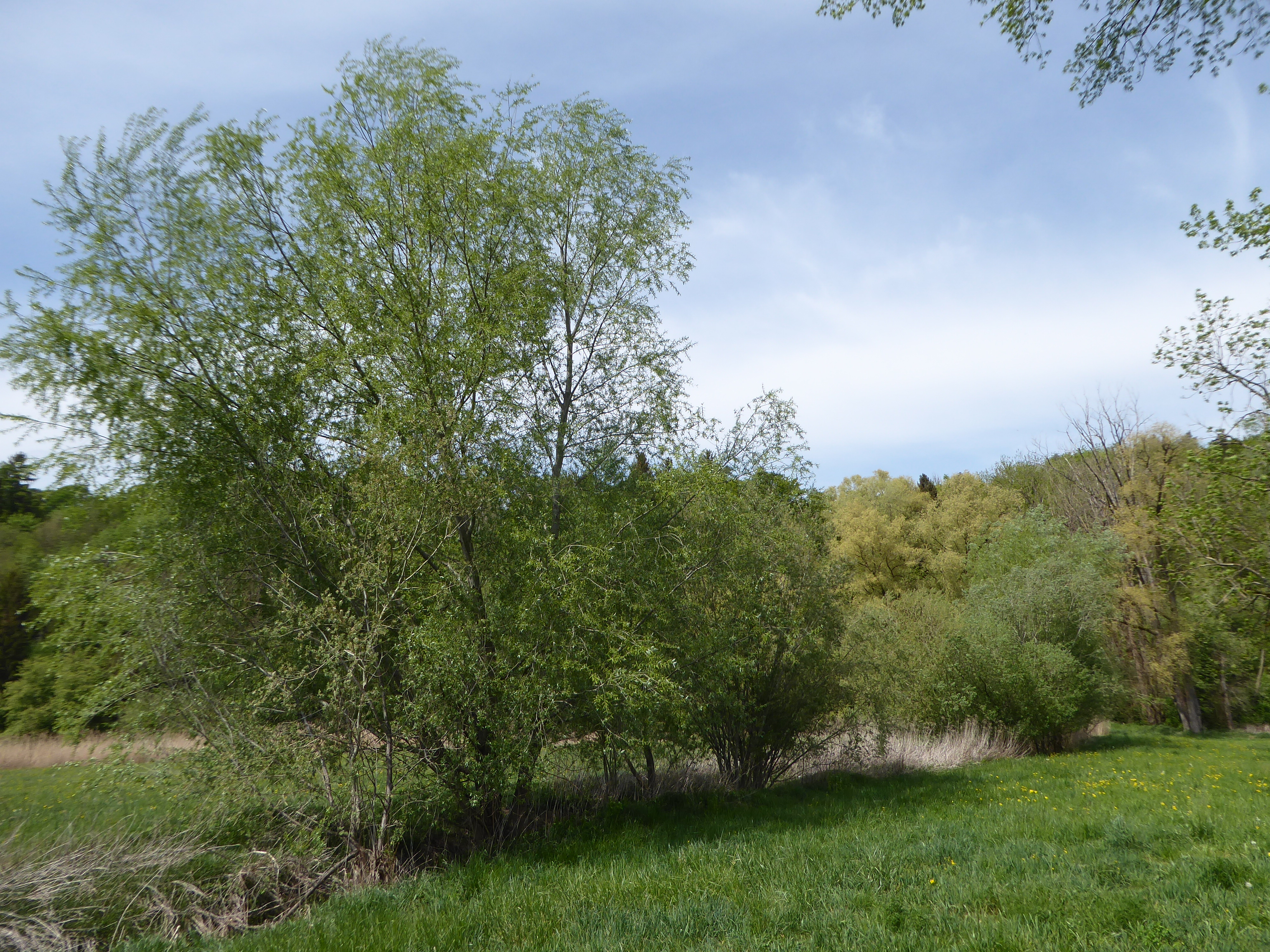
Seebach im Vorland der Thur bei der Ochsenfurt

Der Seebach entwässert einen kleinen Teil des Zürcher Weinlandes sowie das Gebiet zwischen Frauenfeld und Seerücken, einer von Endmoränen des Thurgletschers aus der letzten Eiszeit geprägten Landschaft. Nach dem Rückzug des Gletschers war bei den Hüttwiler Seen eine grosse Seefläche zurückgeblieben. Dieser See wurde durch einen Durchstich auf etwas mehr als einem Kilometer um 3 m auf das Niveau von 434 m ü. M. abgesenkt. In der Folge entstanden drei Seen: Hüttwilersee, Nussbaumersee und Hasensee. Diese Seen bilden heute ein Naturschutzgebiet. Interessant ist, dass der Bach in östlicher Rückzugsrichtung des Gletschers in die westwärts fliessende Thur entwässert.